# Rupprechtshausen
Rupprechtshausen  ist ein Gemeindeteil der Gemeinde Unterpleichfeld im unterfränkischen Landkreis Würzburg in Bayern.

## Geografische Lage
Das Kirchdorf liegt in der Gemarkung Hilpertshausen im Nordwesten des Unterpleichfelder Gemeindegebiets. Im Norden liegt Hilpertshausen. Südöstlich erhebt sich der Unterpleichfelder Gemeindeteil Seemühle, während im Süden das Gebiet der Gemeinde Estenfeld mit dem Gemeindeteil Mühlhausen liegt. Weiter westlich beginnt die Gemarkung von Rimpar. Die Bundesautobahn 7 verläuft in unmittelbarer Nähe im Westen des Dorfes.

## Geschichte
Bereits im 8. Jahrhundert war Rupprechtshausen Teil des Hochstifts Würzburg. Das Dorf blieb während des ganzen Mittelalters und der Frühen Neuzeit beim Hochstift und wurde erst im 19. Jahrhundert im Zuge der Säkularisation für kurze Zeit unabhängig. Später wurde das Dorf Teil der Gemeinde Hilpertshausen. Zusammen mit dem Nachbardorf kam der Ort dann am 1. Januar 1972 zur größer gewordenen Gemeinde Unterpleichfeld.

## Baudenkmäler
Den Mittelpunkt des Dorfes bildet die katholische Filialkirche St. Nikolaus. Das Gotteshaus entstand im Jahr 1675 und wurde 1867 verändert. Die Kirche präsentiert als kleiner Saalbau mit eingezogenem Chor. Auf der Ostseite wurde ein Dachreiter mit Spitzhelm angebracht. Des Weiteren sind auf der Flur des Dorfes viele Bildstöcke zu finden. Eine Besonderheit stellen zwei spätmittelalterliche Sühnekreuze an der Kreisstraße dar.